# Yunguisaurus
Yunguisaurus is een geslacht van uitgestorven pistosauriërs, bekend uit de provincie Guizhou in China.

## Beschrijving
Yunguisaurus is bekend van het holotype NMNS 004529/F003862, een gearticuleerd en bijna compleet skelet dat alleen de distale staart mist. Het bewaarde skelet heeft een lengte van ongeveer honderdzeventig centimeter met een geschatte totale lengte van ongeveer tweehonderddertig centimeter, terwijl het paratype-exemplaar veel groter was met een lengte van ongeveer vierhonderdtwintig centimeter. Het werd verzameld in de buurt van de Huangnihe-rivier, Chajiang van Guizhou, van de Falang-formatie. Het wordt verondersteld te behoren tot de Paragondolella naantangensis/Paragondolella polygnathiformis Assemblage Zone, daterend uit het Carnien van het vroege Laat-Trias. Het verschilt van andere pistosauriërs door een combinatie van kenmerken. Desalniettemin is de oorspronkelijke beschrijving een voorlopig rapport, terwijl het postcraniale skelet nog wacht op verdere preparatie en volledige beschrijving.

## Etymologie
Yunguisaurus werd voor het eerst benoemd in 2006 door Cheng Yen-Nien, Tamaki Sato, Wu Xiao-Chun en Li Chun en de typesoort is Yunguisaurus liae. De geslachtsnaam is afgeleid van de Yungui Gaoyuan, een plateau genoemd naar de provincies Yunnan en Guizhou, waar het holotype werd gevonden, en saurus, Grieks voor 'hagedis'. De soortaanduiding eert IVPP-professor Li Jinling voor haar bijdrage aan de recente studie van de Chinese gewervelde zeefauna uit het Trias.